# Аристово (Шекснинский район)
Аристово — деревня в Шекснинском районе Вологодской области.
Входит в состав сельского поселения Раменского, с точки зрения административно-территориального деления — в Раменский сельсовет.
Расстояние по автодороге до районного центра Шексны — 45 км, до центра муниципального образования Раменья — 1 км. Ближайшие населённые пункты — Большая Степановская, Раменье, Левинская, Ново.
По переписи 2002 года население — 39 человек (20 мужчин, 19 женщин). Всё население — русские.